# Leevi Madetoja

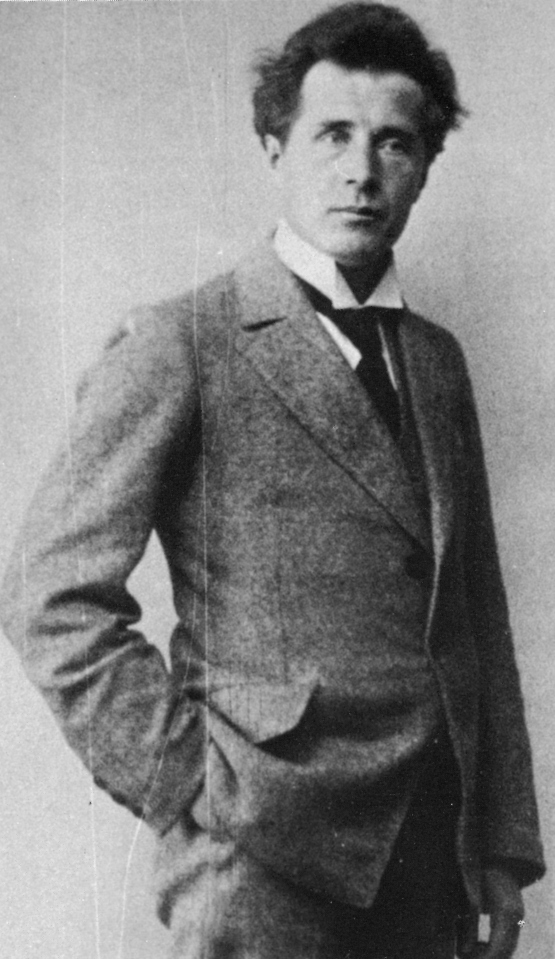
Leevi Madetoja på 1910-talet.

Leevi Antti Madetoja, född 17 februari 1887 i Uleåborg, död 6 oktober 1947 i Helsingfors, var en finländsk tonsättare och professor.

## Biografi
Madetojas far emigrerade till USA för att arbeta ihop pengar till familjen, men dog där av tuberkulos utan att ha fått se sin son. 
Han studerade musik vid Helsingfors universitet och för Jean Sibelius 1906–1910, i Paris för Vincent d'Indy 1910–1911 och i Wien och Berlin 1911–1912. Åren 1912–1914 var han biträdande kapellmästare för Filharmoniska orkestern i Helsingfors och 1914–1916 ledare för Viborgs musikvänners orkester och lärare vid stadens orkesterskola. När han återvänt till Helsingfors blev han lärare i musikteori och musikhistoria vid Helsingfors konservatorium fram till 1939. Han var också verksam som musikkritiker i Helsingin Sanomat 1916–1932 och som musiklärare på universitetet 1926–1947. Han blev professor 1937.
Leevi Madetoja ingick 1913 äktenskap med författaren och bildkonstnären L. Onerva (Hilja Onerva Madetoja). De var gifta fram till hans död 1947.
Madetoja grundade 1917 tillsammans med tonsättaren Robert Kajanus Finlands tonkonstnärsförbund. Han blev ledamot av Kungliga Musikaliska Akademien 1935.
Han är begravd på Sandudds begravningsplats i Helsingfors.

## Musiken
Musiken är stark påverkad av finlandssvensk folkmusik och Madetoja är jämte Jean Sibelius en viktig företrädare för den finska senromantiken. Till en början komponerade han i den stilen och var starkt påverkad av Richard Strauss. Ett exempel på detta är den första symfonin. Redan i symfoni nr 2 har han funnit ett mera självständigt tonspråk. Naturens skönhet kontrasteras här mot inbördeskriget i vilket både hans bror liksom hans komponistkollega Toivo Kuula stupade.
År 1923 komponerade han den finländska nationaloperan Österbottningar (finska: Pohjalaisia) och därefter hittade han en lättare, franskinspirerad stil, som även var ett resultat av en vistelse i Frankrike 1926. Där skapades symfoni nr 3 och även balettsviten Okon Fuoko. Hans andra opera Juha (1935) fick inte samma framgång som Österbottningar. 
Efter färdigställandet av kantaten Lauluseppele 1938, ledde ekonomiska bekymmer och försämrad hälsa till en nedgång i komponerandet. Fram till hans död tillkom endast några a cappella-körer under åren 1945 och 1946.

## Verk (urval)
- Pianotrio, e-Moll Op. 1
- Sonatin för violin och piano Op. 19
- Kuoleman Puutarha ("Dödens trädgård") för piano Op. 41
- Lyrisk svit Op. 51
- Kullervo, symfonisk dikt efter Kalevala (1913)
- Symfoni nr. 1 (1914-16)
- Symfoni nr. 2 (1916-18)
- Comedy ouvertyr (1923)
- Operan Österbottningar (Pohjalaisia) (1923)
- Symfoni nr. 3 (1925-26)
- Balettpantomimen Okon fuoko (1927)
- Operan Juha (1935)
- Kantaten Lauluseppele (1938)
- Totalt 34 körverk (1908-1946)